# Belippo ibadan
Belippo ibadan là một loài nhện trong họ Salticidae.
Loài này thuộc chi Belippo. Belippo ibadan được Fred R. Wanless miêu tả năm 1978.